# Ruzvatbron
Ruzvatbron, även Tadzjik–afghanska vänskapsbron är en hängbro över floden Pjandsj som förbinder Ruzvat väster om staden Kalai-Chumb i provinsen  
Gorno-Badachsjan i Tadzjikistan med distriktet Darvaz i provinsen Badakhshan i Afghanistan.
Bron, som var den andra mellan Tadzjikistan och Afghanistan efter Tembron, byggdes med hjälp av Aga Khan Foundation och invigdes den 6 juli 2004 i närvaro av Tadzjikistans president Emomaly Rahmon, Afghanistans vicepresident Nematullah Shahrani och imam Aga Khan IV.